# Семейный кодекс
Семейный кодекс — правовая норма, регулирующая все или основные правовые положения предмета семейного права государства, отделенного от Гражданского кодекса, как правило, с целью придания особого характера отношениям, которые он охраняет, в смешанном поле между частным и публичным правом
Некоторые страны создали собственный Семейный кодекс, не включив его в классические Гражданские кодексы. Этими странами являются: Алжир, Боливия, Канада, Куба, Никарагуа, Коста-Рика, Сальвадор, Филиппины, Венесуэла, Гондурас, Мали, Марокко, Панама, Польша, Россия и другие.